# Qin Yuying
Qin Yuying es una deportista china que compitió en judo. Ganó una medalla de bronce en el Campeonato Asiático de Judo de 1996, en la categoría de –61 kg.

## Palmarés internacional
| Campeonato Asiático | Campeonato Asiático          | Campeonato Asiático | Campeonato Asiático |
| Año                 | Lugar                        | Medalla             | Categoría           |
| ------------------- | ---------------------------- | ------------------- | ------------------- |
| 1996                | Ciudad Ho Chi Minh (Vietnam) | Medalla de bronce   | –61 kg              |